# Cairnwell Pass
Der Cairnwell Pass ist mit 670 Metern der höchste von einer Hauptverkehrsstraße passierte Gebirgspass im Vereinigten Königreich. Er liegt in den südlichen Cairngorms, einem Teil der östlichen Grampian Mountains, an der Grenze der Council Areas Aberdeenshire und Perth and Kinross.
Als Übergang über die Grampians wurde der heutige Cairnwell Pass bereits seit frühen Zeiten genutzt, Indiz dafür sind die Ortsbezeichnungen Spittal of Glenshee auf der Süd- und Shean Spittal auf der Nordseite des Passes. Die heutige A93 über den Cairnwell Pass wurde im Wesentlichen von 1748 bis 1750 erbaut. Sie war Teil des Netzes von Militärstraßen, das im Zuge der Unterdrückung der Jakobiten nach ihrem letzten Aufstand, der 1746 mit ihrer Niederlage in der Schlacht von Culloden endete, unter Major William Caulfeild erbaut wurde, um schnell Truppen in diesen Teil der Highlands verlegen zu können.

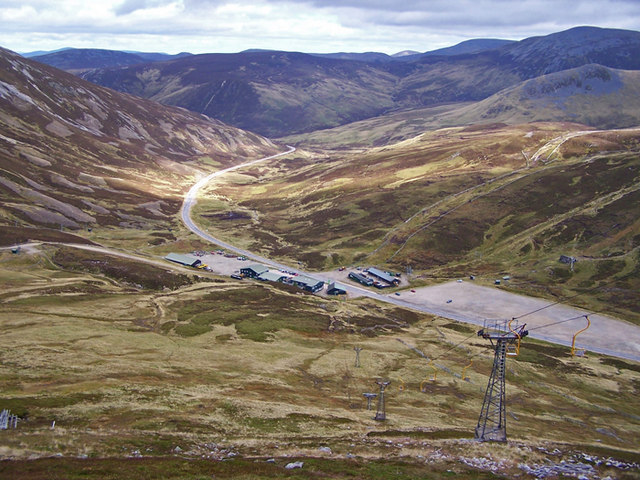
Blick von The Cairnwell auf die Passhöhe und das Glenshee Ski Centre

In der Folgezeit diente die Straße vor allem Viehtreibern, die Rinder und Schafe aus den Highlands auf die Märkte im Central Belt trieben. Ende der 1850er ließ Prinzgemahl Albert von Sachsen-Coburg und Gotha die Straße ausbauen, um die Erreichbarkeit von Balmoral Castle, dem neu erworbenen Schloss der britischen Königsfamilie, zu verbessern. 1922 erhielt die Straße über den Cairnwell Pass mit Einführung der Straßenklassifizierung ihre heutige Nummer als A93. Bis zu einem umfassenden Ausbau in den 1960er Jahren besaß die Straße südlich des Passes mit dem Devil’s Elbow zwei Haarnadelkurven mit bis zu 17 % Steigung.
Im Bereich der Passhöhe befindet sich seit 1957 mit dem Glenshee Ski Centre eines der größten schottischen Skigebiete, das sich mit diversen Skiliften beidseits des Cairnwell Pass an den Hängen von Càrn Aosda, The Cairnwell und Glas Maol erstreckt, die alle über 914 Meter hoch und damit als Munros eingestuft sind. Der Cairnwell Pass ist ganzjährig befahrbar, die Höhenlage führt allerdings dazu, dass die A93 zwischen Braemar und Spittal of Glenshee im Winter bei Schneeverwehungen gelegentlich gesperrt werden muss.